# Municipio de Bean Blossom
El municipio de Bean Blossom (en inglés: Bean Blossom Township) es un municipio ubicado en el condado de Monroe en el estado estadounidense de Indiana. En el año 2010 tenía una población de 2916 habitantes y una densidad poblacional de 30,98 personas por km².

## Geografía
El municipio de Bean Blossom se encuentra ubicado en las coordenadas 39°17′59″N 86°38′14″O / 39.29972, -86.63722. Según la Oficina del Censo de los Estados Unidos, el municipio tiene una superficie total de 94.14 km², de la cual 94.12 km² corresponden a tierra firme y (0.02%) 0.02 km² es agua.

## Demografía
Según el censo de 2010, había 2916 personas residiendo en el municipio de Bean Blossom. La densidad de población era de 30,98 hab./km². De los 2916 habitantes, el municipio de Bean Blossom estaba compuesto por el 97.53% blancos, el 0.55% eran afroamericanos, el 0.14% eran amerindios, el 0.27% eran asiáticos, el 0.03% eran isleños del Pacífico, el 0.34% eran de otras razas y el 1.13% pertenecían a dos o más razas. Del total de la población el 0.75% eran hispanos o latinos de cualquier raza.